# نيكوس كوتزيا
نيكوس كوتزيا (باليونانية: Νίκος Κοτζιάς)‏ (و. 1950  م) هو عالم آثار، ودبلوماسي، وأستاذ جامعي، وسياسي يوناني، ولد في أثينا، هو عضوٌ ائتلاف اليسار الراديكالي.

## مناصب
تولى منصب عضو البرلمان اليوناني (منذ 3 أكتوبر 2015)
- وزير الخارجية [الإنجليزية]‏ (23 سبتمبر 2015–17 أكتوبر 2018)
- وزير الخارجية [الإنجليزية]‏ (27 يناير 2015–28 أغسطس 2015).

## التعليم
تعلم في جامعة غيسن.

## جوائز
حصل على جوائز منها:
- نيشان الاستحقاق للجمهورية الإيطالية من رتبة الصليب الأعظم.